# ملعب لوفتوس فيرسفيلد
ملعب لوفتوس فيرسفيلد، أحد أقدم ملاعب جنوب إفريقيا وهو مخصص لرياضتي كرة القدم واتحاد الرغبي يقع في بريتوريا. أنشئ عام 1906 وأعيد افتتاحه في عام 2008 أثناء تحضير جنوب أفريقيا لاستضافة بطولتي كأس القارات 2009 وكأس العالم 2010. بعد التجديد أصبح الملعب يسع لأكثر من 50 ألف متفرج.

## البناء

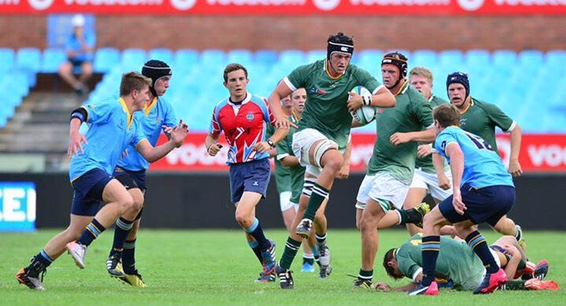
جانب من منافسات رياضة الرغبي علي ملعب لوفتوس فيرسفيلد

أنشئ في عام 1906 وكان مجرد ملعب خال من أي أعمال بناء، وفي عام 1923 تم إنشاء هيكل خرساني يسع ألفي متفرج حيث كان يطلق عليه وقتها «إيسترن سبورتس».
بعد خمسة أعوام من الأنشاء قام منتخب نيوزيلندا للرجبي بعمل جولة رياضية في جنوب أفريقيا مما سمح للاتحاد المحلي للعبة بجمع مكاسب كافية لبناء غرف لتغيير الملابس ومراحيض بالاستاد.
ومع عدم انقطاع أعمال التجديد عن الاستاد في أي وقت فقد تم إجراء تعديلات طفيفة عليه لكي يطابق المواصفات التي يضعها الاتحاد الدولي لكرة القدم (فيفا) لاستادات كأس العالم.
ومن بين التعديلات التي شهدها الاستاد تطوير التجهيزات الإعلامية وبناء سقف جديد لأحد المدرجات.

## أصل التسمية
في عام 1932 توفي المدير الرياضي روبرت أوين لوفتوس فيرسفيلد فجأة إثر تعرضه لأزمة قلبية قاتلة في المدرج الشرقي للاستاد فقرر مسئولو الرجبي بالبلاد إطلاق اسمه على الاستاد تكريما لذكراه ومنذ هذا الوقت يعرف الاستاد باسم «لوفتوس فيرسفيلد» وإن كانت صفقات الرعاية شهدت إطلاق أسماء بعض الشركات إلى جانب الاسم الأصلي للاستاد في بعض الفترات.